# Боннат, Сакариас
Сакариас Мичель Боннат (исп. Zacarías Bonnat Michel; род. 27 февраля 1996, Баягуана, Монте-Плата) — доминиканский тяжелоатлет, выступающий в весовой категории до 81 килограмма. Серебряный призёр Олимпийских игр, серебряный призёр Панамериканских игр.

## Биография
Сакариас Мичель Боннат родился в Баягуане 27 февраля 1996 года.
Начал заниматься тяжёлой атлетикой в 2012 году в родном городе после того, как его заметил тренер Даниэль Вибека. По воспоминаниям Бонната, этот вид спорта ему сразу понравился. В тот же год состоялась Олимпиада в Лондоне, и дополнительную мотивацию Сакариасу придали успехи бегунов Феликса Санчеса и Лугелина Сантоса.

## Карьера
В 2016 году Боннат завоевал бронзовую медаль на юниорском Панамериканском чемпионате в весовой категории до 89 кг с результатом 324 килограмма в сумме. В том же году на взрослом чемпионате он стал четвёртым, но улучшил результат до 337 кг.
В 2018 году на Панамериканском чемпионате он стал седьмым, несмотря на лучший результат в карьере (353 кг). В том же году на чемпионате мира в Ашхабаде он стал семнадцатым, подняв 153 кг в рывке и 192 кг в толчке.
В 2019 году перешёл в весовую категорию до 81 килограмма и принял участие в Панамериканских играх в Лиме, где завоевал серебро. Он поднял 160 кг в рывке и 200 кг в толчке. В том же году на чемпионате мира в Паттайе он занял восьмое место с результатом 355 кг в категории до 81 кг.
Стал вторым на Панамериканском чемпионате 2020 года в категории до 81 кг с результатом 360 кг.
На Олимпийских играх в Токио, перенесённых на 2021 год из-за пандемии коронавируса, выступил в весовой категории до 81 кг и завоевал серебряную медаль, уступив лишь китайцу Люй Сяоцзюню. В рывке доминиканец поднял 163 кг, а в толчке 204 кг.